# Stelestylis
Stelestylis es un género  de fanerógamas perteneciente a la familia Cyclanthaceae. Comprende 4 especies descritas y  aceptadas.

## Taxonomía
El género fue descrito por Carl Georg Oscar Drude  y publicado en Flora Brasiliensis 3(2): 229. 1881. La especie tipo es: Stelestylis coriacea Drude	

## Especies aceptadas
A continuación se brinda un listado de las especies del género Stelestylis aceptadas hasta mayo de 2013, ordenadas alfabéticamente. Para cada una se indica el nombre binomial seguido del autor, abreviado según las convenciones y usos.
- Stelestylis anomala Harling
- Stelestylis coriacea Drude
- Stelestylis stylaris (Gleason) Harling
- Stelestylis surinamensis Harling